# Городище (Андрушёвский район)
Городи́ще (укр. Городище) — село на Украине, находится в Андрушёвском районе Житомирской области.
Код КОАТУУ — 1820387002. Население по переписи 2001 года составляет 227 человек. Почтовый индекс — 13400. Телефонный код — 4136. Занимает площадь 17 км².

## Адрес местного совета
13440, Житомирская область, Андрушёвский р-н, с. Миньковцы, ул. Левицкого, 53а